# Kenneth Faried
Kenneth Faried (Newark, 19 november 1989) is een Amerikaans basketbalspeler. Hij komt uit in de NBA voor de Houston Rockets. Voorheen speelde hij zeven seizoenen voor de Denver Nuggets. Alvorens hij gedraft werd in 2011 kwam hij uit voor Morehead state university. 
Faried werd verschillende keren geselecteerd voor de nationale basketbalploeg van de Verenigde Staten. In 2014 won hij zo goud op het wereldkampioenschap in Spanje, waar hij geselecteerd werd in het All-Star team.
In augustus 2018 werd Faried betrapt op het bezit van marihuana.